# Saint-Père-Marc-en-Poulet
Saint-Père-Marc-en-Poulet (até 2018: Saint-Père) é uma comuna francesa na região administrativa da Bretanha, no departamento de Ille-et-Vilaine. Estende-se por uma área de 19,74 km². Em 2010 a comuna tinha 2 477 habitantes (densidade: 125,5 hab./km²).